# Гамбит Гампе — Альгайера
Гамбит Гампе — Альгайера — гамбитное продолжение в венской партии, возникающее после ходов: 
1. e2-е4 e7-е5 
 2. Kb1-c3 Кb8-с6 
 3. f2-f4 e5:f4 
 4. Kg1-f3 g7-g5 
 5. h2-h4 g5-g4 
 6. Kf3-g5.
Относится к открытым началам.

## История
Идею И. Альгайера, предложенную в принятом королевском гамбите (см. Гамбит Альгайера), с включением ходов Кb1-с3 и Кb8-c6, характерных для венской партии, попытался реализовать в первой половине XIX века австрийский мастер Карл Гампе (отсюда название).
В современной шахматной практике встречается редко.

## Варианты
- 6. …h7-h6 (хорошо и 6. …d7-d5) 7. Кg5:f7 Крe8:f7 8. d2-d4 d7-d5 9. Сc1:f4 Cf8-b4 — у белых нет достаточной компенсации за пожертвованный материал.
- 6. …d7-d6 — вариант Алапина.

## Примерная партия
Савелий Тартаковер — Марсель Берман, Париж, 1934
1. e2-е4 e7-е5 2. Kb1-c3 Кb8-с6 3. f2-f4 e5:f4 4. Kg1-f3 g7-g5 5. h2-h4 g5-g4 6. Kf3-g5 h7-h6 7. Кg5:f7 Kрe8:f7 8. Сf1-c4+ Kрf7-e8 9. Фd1:g4 Кc6-e5 10. Фg4-h5+ Kрe8-e7 11. Фh5:e5х 1-0.